# Armata Rossa
L'Armata Rossa degli Operai e dei Contadini (russo: Рабоче-крестьянская Красная армия, РККА?, traslitterato: Raboče-krest'janskaja Krasnaja armija; acronimo: RKKA) in forma abbreviata Armata Rossa, fu il nome dato alle forze armate russe dopo la disintegrazione delle forze zariste nel 1917. L'aggettivo “rossa” fa riferimento al colore tradizionale del movimento socialista e comunista. L'Armata Rossa fu istituita su decreto del Consiglio dei commissari del popolo della RSFS Russa nel 1918 e divenne l'esercito dell'URSS al momento della fondazione dello Stato stesso, nel 1922. Lev Trockij, commissario del popolo per la guerra dal 1918 al 1924, ne è considerato il fondatore.
L'Armata Rossa, guidata direttamente da Stalin con la collaborazione di vari generali, svolse una funzione decisiva durante la seconda guerra mondiale, sconfiggendo dopo quattro anni di violente e sanguinose battaglie una grande parte delle forze della Wehrmacht della Germania nazista e concludendo vittoriosamente il conflitto sovietico-tedesco con la conquista di Berlino e Vienna. Durante le operazioni sul fronte orientale, il 70-75% delle vittime che la Wehrmacht e le Waffen-SS subirono durante la guerra (i sovietici ebbero oltre 27 milioni di morti compresi i civili) furono ad opera dell'Armata Rossa. Nel suo periodo di massima espansione d'organico, nel 1943, l'Armata Rossa contava 10,5 milioni di effettivi tra ufficiali, sottufficiali e soldati ed era equipaggiata con migliaia di carri armati e cannoni moderni (grazie anche all'appoggio logistico degli Alleati soprattutto durante i primi anni di guerra); le perdite per raggiungere la vittoria furono elevatissime: 11,2 milioni di soldati morti per cause di guerra nel periodo 1941–1945.
A partire dal febbraio del 1946, l'Armata Rossa, che insieme alla Marina sovietica incarnava la componente principale delle forze armate sovietiche, prese il nome ufficiale di Armata Sovietica (in russo Советская Армия?, Sovetskaja Armija, in sigla SA), fino alla sua dissoluzione nel dicembre 1991.

## Storia

### La rivoluzione d'ottobre e l'ideazione

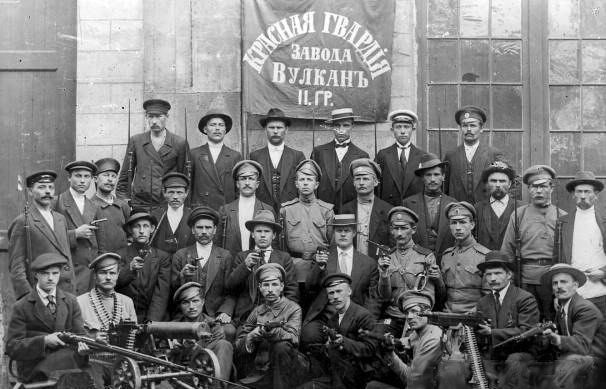
Unità di Guardie Rosse dell'industria Vulkan

Nel settembre del 1917, Lenin scrisse: "C'è un solo modo per evitare la rinascita delle forze di polizia regolare ed è quello di creare una milizia popolare e di fonderla con l'esercito (l'esercito permanente dovrà essere sostituito con l'armamento di tutto il popolo)". A quel tempo, l'Esercito imperiale russo, impegnato da tre anni nella prima guerra mondiale, aveva iniziato a crollare. Era stato mobilitato circa il 23% (approssimativamente 19 milioni di persone) della popolazione maschile dell'Impero russo; tuttavia una grande parte degli effettivi non era stata equipaggiata per il fronte ed era stata impiegata in ruoli di supporto come il mantenimento delle linee di comunicazione ed il controllo delle basi terrestri. Il generale zarista Nikolaj Nikolaevič Duchonin, l'ultimo comandante in capo dell'esercito imperiale, stimò che durante la guerra vi erano stati 2 milioni di disertori, 1.8 milioni di morti, 5 milioni di feriti e 2 milioni di prigionieri. Egli calcolò che le truppe ancora alle armi fossero circa 10 milioni.
Il governo dei Soviet guidato da Lenin procedette subito allo scioglimento dell'Esercito imperiale russo, tuttavia divenne evidente "che le unità frammentarie delle Guardie Rosse e gli elementi dell'esercito imperiale che erano passate dalla parte dei bolscevichi erano insufficienti per difendere il nuovo governo contro forze esterne." Pertanto, il Consiglio dei commissari del popolo decise il 28 gennaio 1918 di costituire un nuovo esercito popolare che venne denominato Armata Rossa. I capi bolscevichi intendevano creare un esercito "formato dagli elementi provvisti di coscienza di classe e dagli elementi migliori delle classi lavoratrici."
Tutti i cittadini della repubblica russa con un'età minima di 18 anni potevano arruolarsi. La missione del nuovo esercito era la difesa "del potere sovietico, la creazione di una base per la trasformazione dell'esercito permanente in una forza che derivi la sua potenza dalla nazione in armi, e, inoltre, la creazione di una base per il supporto della successiva Rivoluzione Socialista in Europa." L'arruolamento era subordinato alle "garanzie date da una commissione militare o civile funzionante nel territorio del potere sovietico, o dai comitati di partito o sindacali o, in casi estremi, da due persone che appartengono a una delle organizzazioni di cui sopra." In caso che un'intera unità volesse unirsi all'Armata Rossa, sarebbero stati necessari una "garanzia collettiva e il voto favorevole di tutti i suoi membri."
Poiché l'Armata Rossa era composta principalmente di contadini, alle famiglie di coloro che prestavano servizio vennero garantite razioni e assistenza nei lavori agricoli. Alcuni contadini che erano rimasti a casa erano intenzionati ad unirsi al nuovo esercito popolare; gli uomini, insieme ad alcune donne, affollarono i centri di reclutamento. Se venivano rifiutati dall'esercito, ricevevano incarichi come la raccolta di rottami metallici e la preparazione di imballaggi per l'assistenza. In alcuni casi, i soldi guadagnati vennero impiegati per la costruzione di carri armati per l'esercito.
Il Consiglio dei Commissari del Popolo stesso nominò il capo supremo dell'Armata Rossa, delegando il comando e la gestione dell'esercito al Commissariato per gli Affari Militari e all'Istituto Speciale di Tutte le Russie di questo commissariato. Nikolaj Krylenko fu il primo comandante in capo supremo, con Aleksandr Mjasnikjan come vice. Nikolaj Podvojskij divenne il commissario per la guerra, Pavel Dybenko commissario per la flotta. Anche Prošjan, Samouskij, Steinberg furono indicati come commissari del popolo così come Vladimir Bonč-Bruevič dall'Ufficio dei Commissari. Nel corso di una riunione congiunta di bolscevichi e socialisti rivoluzionari di sinistra, tenutosi il 22 febbraio 1918, Krylenko commentò: "Non abbiamo più un vero esercito. I soldati demoralizzati fuggono, presi dal panico, non appena vedono un elmetto tedesco apparire all'orizzonte, abbandonando la loro artiglieria, i convogli e tutto il materiale di guerra all'avanzata inesorabile del nemico. Le unità delle Guardie Rosse vengono spazzate via come mosche. Non abbiamo alcun possibilità di continuare la guerra, solo una firma immediata del trattato di pace ci salverà dalla distruzione".

### La guerra civile russa

Coccarda con martello ed aratro usata dall'Armata Rossa dal 1918 al 1922, quando venne sostituita dalla coccarda con falce e martello.

La Guerra civile russa si sviluppò in tre periodi:
- Ottobre 1917 – novembre 1918: dalla Rivoluzione bolscevica all'armistizio della prima guerra mondiale, Fin dai primi mesi dopo la rivoluzione d'ottobre, fu fondata l'Armata dei Volontari del generale Aleksej Maksimovič Kaledin nella regione del fiume Don. Il Trattato di Brest-Litovsk aggravò ulteriormente la situazione per i bolsevichi, provocando contrasti all'interno del governo e fornendo un pretesto per l'intervento alleato nella guerra civile russa, in cui dodici paesi stranieri supportarono le forze militari anti-bolsceviche. Gli scontri di questa fase della guerra civile coinvolsero anche le Legioni cecoslovacche, la 5ª Divisione di Fanteria polacca e i Fucilieri lettoni, che furono tra le unità bolsceviche più agguerrite e fidate.
- Gennaio 1919 – novembre 1919: inizialmente le armate bianche avanzarono con successo, politiche quali il terrore rosso e il comunismo di guerra portarono i contadini a essere scontenti verso il governo bolscevico, ora i contadini accoglievano nei loro villaggi i soldati dell'armata bianca come liberatori, ciò permise all'armata bianca di espandersi in numero, fino a contare 300.000 uomini. L'armata bianca stava avanzando verso Mosca: a sud, al comando del generale Anton Denikin; da est, sotto la guida dell'ammiraglio Aleksandr Vasil'evič Kolčak; e da nord-ovest, al comando del generale Nikolaj Nikolaevič Judenič. I Bianchi ottennero importanti successi su ogni fronte, ma l'energica azione del ministro della Difesa bolscevico Lev Trockij, insieme all'errore militare di Denikin, che decise di avanzare ancora e non prepararsi per difendere le zone conquistate, permise di rinforzare e riorganizzare l'Armata Rossa che passò al contrattacco: essa respinse l'armata dell'ammiraglio Kolčak nel mese di giugno e le armate del generale Denikin e del generale Judenič nel mese di ottobre.[15] Entro la metà di novembre, le Armate Bianche si stavano ormai disgregando. Nel mese di gennaio 1920, la famosa Prima armata a cavallo rossa guidata dal popolare e aggressivo generale Semën Michajlovič Budënnyj entrò vittoriosamente a Rostov sul Don.
- Da fine 1919 al 1920: i comando dell'armata bianca passo al generale Wrangel, egli fece ritirare le truppe bianche in Crimea dove opposero una feroce resistenza all'armata rossa, fino all'evacuazione finale delle truppe e dei civili che si concluse il 14 novembre 1920.
- dal 1921 al 1923: nonostante le truppe dell'armata dei volontari e quelle di Judenic fossero state evacuate, restavano in Russia ancora le truppe dell'ammiraglio Kolchack, egli era stato consegnato dalla legione cecoslovacca all'armata rossa, la quale lo aveva fucilato nel 1920, ma le sue restanti truppe, rafforzate dai cosacchi, continuarono a occupare delle posizioni nell'estremo oriente fino al 6 giugno 1923, quando gli ultimi 333 soldati dell'armata bianca furono catturati e uccisi.

All'inizio della guerra, l'Armata Rossa era costituita da 299 reggimenti di fanteria. La guerra civile s'intensificò dopo che Lenin sciolse l'Assemblea costituente panrussa (5-6 gennaio 1918) e il governo sovietico firmò il Trattato di Brest-Litovsk (3 marzo 1918), che permise alla Russia bolscevica di uscire dalla Grande Guerra. Nonostante le pesanti clausole della pace di Brest-Litovsk, la fine della partecipazione russa alla prima guerra mondiale permise all'Armata Rossa di affrontare le eterogenee forze controrivoluzionarie, tra cui, oltre alle truppe bianche filo-zariste, anche l'Esercito insurrezionale rivoluzionario d'Ucraina, l'"Armata Nera" guidata da Nestor Machno, e l'anti-bianca e anti-rossa Armata Verde. Il 23 febbraio 1918, "Giorno dell'Armata Rossa", ha un duplice significato storico: il primo giorno dell'arruolamento di reclute (a Pietrogrado e Mosca); e il primo giorno di combattimento contro l'occupante esercito imperiale tedesco.

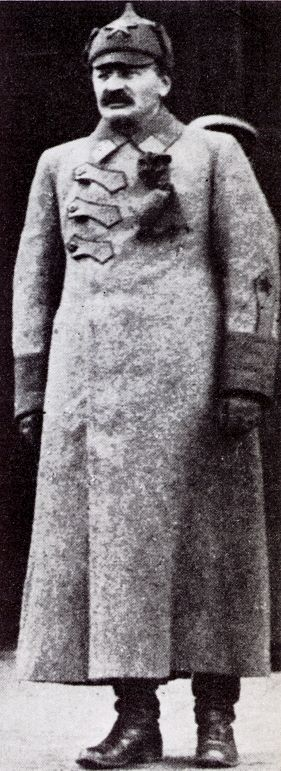
Lev Trockij in abito militare e budënovka, simbolo dell'Armata Rossa (1918)

Il 6 settembre 1918 le milizie bolsceviche vennero consolidate sotto il comando supremo del Consiglio Militare Rivoluzionario della Repubblica (in russo Революционный Военный Совет?, Revolyutsionny Voyenny Sovyet (Revvoyensoviet)). Il primo presidente fu Lev Trockij ed il primo comandante in capo Jukums Vācietis dei Fucilieri lettoni; nel mese di luglio 1919 egli venne sostituito da Sergej Kamenev. Poco dopo Trockij istituì il GRU (intelligence militare) per fornire intelligence politica e militare ai comandanti dell'Armata Rossa. Trockij fondò l'Armata Rossa con una organizzazione iniziale della Guardia Rossa, e una truppa nucleo di miliziani delle Guardie rosse e cekisti della polizia segreta. La coscrizione iniziò nel giugno 1918 e l'opposizione ad essa venne violentemente repressa. Per controllare le milizie multietniche e multiculturali dell'Armata Rossa, la Čeka operò speciali brigate punitive che sopprimevano anticomunisti, disertori e "nemici dello stato". Il pragmatismo in tempo di guerra permise il reclutamento di ufficiali e sergenti (sottufficiali, NCO) ex-zaristi nell'Armata Rossa. La commissione speciale di Lev Glezarov li reclutò e selezionò. A metà agosto 1920 il personale ex zarista dell'Armata Rossa includeva 48.000 ufficiali, 10.300 amministratori e 214.000 sottufficiali. All'inizio della guerra civile, gli ex-zaristi costituivano il 75% del corpo ufficiali dell'Armata Rossa e vennero impiegati come specialisti militari (voenspetsy). La loro fedeltà venne occasionalmente imposta dalle loro famiglie tenute in ostaggio. Alla fine della guerra nel 1922, gli ex zaristi costituivano l'83% dei comandanti di divisione e di corpo d'armata dell'Armata Rossa.

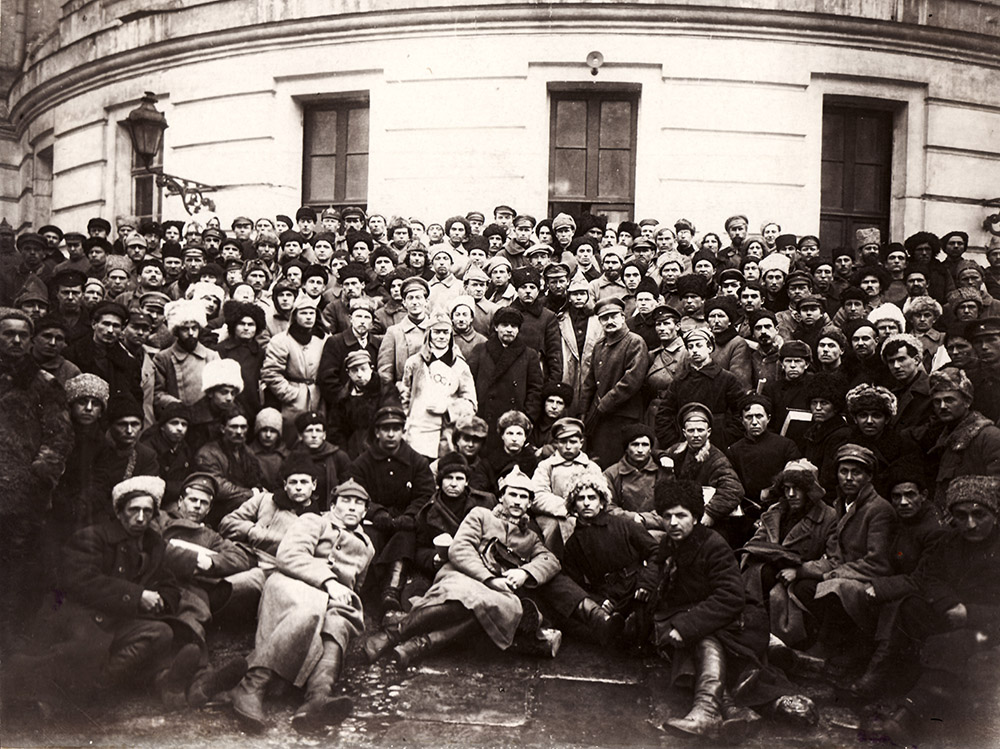
Vladimir Lenin, Kliment Vorošilov, Lev Trockij e soldati, Petrograd, 1921

L'Armata Rossa utilizzò reggimenti speciali per le minoranze etniche, come il Reggimento di Cavalleria Dungano comandati dal Dungano Magaza Masanči.
L'Armata Rossa collaborò anche con le unità armate volontarie del partito bolscevico, le Части особого назначения - ЧОН (unità incarichi speciali Časti osobogo naznačenija - o ČON) dal 1919 al 1925.
Lo slogan "esortazione, organizzazione, e rappresaglie", espresse la disciplina e la motivazione garantendo il successo tattico e strategico dell'Armata Rossa. In campagna, le allegate Brigate punitive speciali della Čeka condussero a corti marziali di campo sommarie ed esecuzioni di disertori ed imboscati. Sotto il commissario Jānis K. Bērziņš, le Brigate punitive speciali presero ostaggi dei villaggi di disertori per costringerli alla resa; uno su dieci di coloro che tornavano veniva giustiziato. La stessa tattica soppresse anche le rivolte contadine nelle zone controllate da parte dell'Armata Rossa, come la Ribellione di Tambov. I sovietici rinforzarono la fedeltà dei vari gruppi politici, etnici e nazionali dell'Armata Rossa attraverso i commissari politici distaccati a livello di brigata e di reggimento. I commissari vennero incaricati di spiare i comandanti per scorrettezza politica. I commissari politici i cui distaccamenti cekisti si ritiravano o andavano in rotta davanti al nemico ottenevano la pena di morte. Nel mese di agosto 1918, Trockij autorizzò il generale Michail Tuchačevskij a posizionare unità di blocco dietro le unità dell'Armata Rossa politicamente inaffidabili, per sparare a chiunque si fosse ritirato senza permesso. Nel 1942, durante la grande guerra patriottica (1941-1945), Iosif Stalin reintrodusse la politica di blocco ed i battaglioni penali con l'Ordine numero 227.
L'Armata Rossa controllata dalla Repubblica socialista federativa sovietica russa invase ed annesse terre non russe, contribuendo a creare l'Unione Sovietica.

### La guerra polacco-sovietica e la riorganizzazione
L'offensiva sovietica verso ovest del 1918-19 si verificò nello stesso momento del passaggio generale sovietico nelle aree abbandonate dalle guarnigioni dell'Ober Ost. Ciò si fuse nella guerra polacco-sovietica del 1919-1921, in cui l'Armata Rossa raggiunse la Polonia centrale nel 1920, ma poi subì lì una sconfitta che mise fine alla la guerra. Durante la campagna di Polonia l'Armata Rossa contava circa 6.5 milioni di uomini, molti dei quali l'esercito aveva difficoltà a sostenere, circa 581.000 uomini nei due fronti operativi, occidentale e sud-occidentale. Circa 2.5 milioni di uomini e donne vennero immobilizzati nell'interno come parte delle armate di riserva.
L'XI Congresso del partito comunista russo (bolscevico), adottò una risoluzione sul rafforzamento dell'Armata Rossa. Decise di stabilire forze armate rigorosamente organizzate, condizioni educative ed economiche nell'esercito. Tuttavia, venne riconosciuto che un esercito di 1.600.000 soldati sarebbe stato gravoso. Entro la fine del 1922, dopo il Congresso, il Comitato Centrale del Partito decise di ridurre l'Armata Rossa a 800.000 uomini. Questa riduzione richiese la riorganizzazione della struttura dell'Armata Rossa. L'unità militare suprema divenne il corpo d'armata di due o tre divisioni. Le divisioni consistevano di tre reggimenti. Le brigate vennero abolite come unità indipendenti. Iniziò la formazione dei reparti del corpo fucilieri.

### La nascita dell'"Unione Sovietica"
Dopo quattro anni di guerra, la sconfitta dell'Armata Bianca di Pëtr Nikolaevič Vrangel' nel sud ad opera dell'Armata Rossa nel 1920 permise la fondazione dell'Unione delle Repubbliche Socialiste Sovietiche nel 1922. Lo storico John Erickson fa risalire al 1º febbraio 1924, quando Michail Frunze divenne capo del personale dell'Armata Rossa, l'ascesa dello Stato Maggiore, che dominò la pianificazione sovietica militare e delle operazioni. Entro il 1º ottobre 1924 la forza dell'Armata Rossa diminuì a 530.000 uomini. L'elenco delle divisioni dell'Unione Sovietica (1917-1945) annota le formazioni dell'Armata Rossa in quel momento.
Alla fine degli anni '20 e per tutti gli anni '30, i teorici militari sovietici guidati dal Maresciallo Michail Tuchačevskij svilupparono la dottrina delle operazioni in profondità, una diretta conseguenza delle loro esperienze della guerra polacco-sovietica e della guerra civile russa. Per raggiungere la vittoria, le operazioni profonde prevedevano manovre simultanee di unità delle dimensioni di corpo d'armata e d'armata e di attacchi paralleli simultanei in tutta la profondità delle forze terrestri del nemico, inducendo il fallimento catastrofico della difesa. La dottrina della battaglia in profondità si basava sui progressi dell'aviazione e dei corazzati, nella speranza che la guerra di manovra offrisse una vittoria rapida, efficiente, e decisiva. Il maresciallo Tuchačevskij disse che la guerra aerea doveva essere "utilizzata contro obiettivi al di là del raggio della fanteria, dell'artiglieria e di altre armi. Per ottenere il massimo effetto della tattica, avrebbero dovuto essere impiegati aerei en masse, concentrati nel tempo e nello spazio, contro obiettivi della massima importanza tattica."

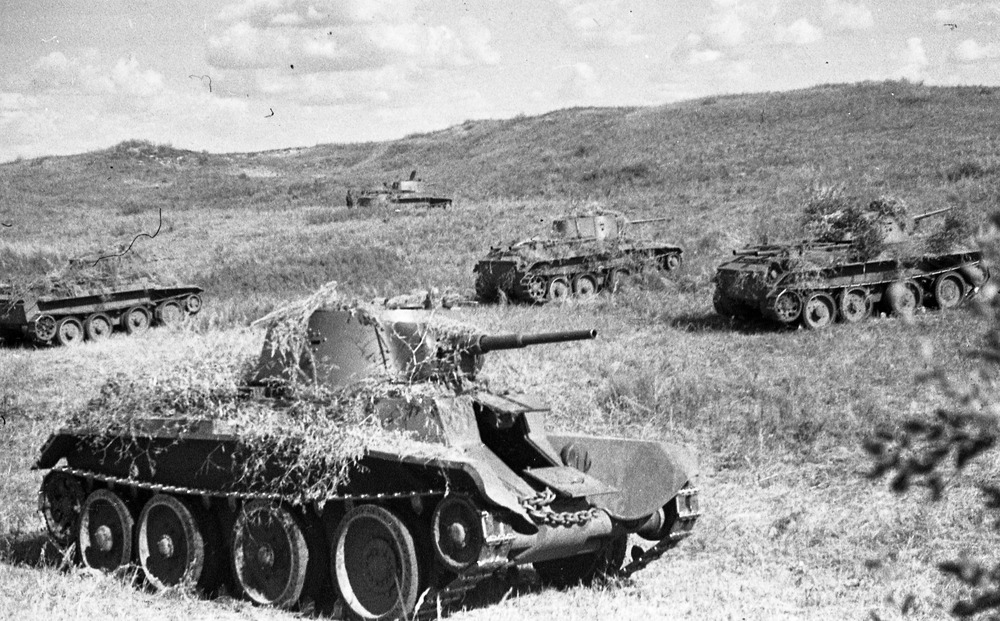
Carri armati sovietici nella Battaglia di Khalkhin Gol, agosto 1939

Le operazioni profonde dell'Armata Rossa vennero espresse formalmente nel Regolamento di Campo del 1929, e codificate nel provvisorio Regolamento di Campo 1936 (PU-36). La Grande Purga del 1937-1939 e la Purga del 1940-1942 rimosse molti ufficiali che conducevano l'Armata Rossa, tra cui Tuchačevskij e molti dei suoi seguaci, e la dottrina venne abbandonata. Così, nella battaglia del lago Chasan, nel 1938, e nella Battaglia di Khalkhin Gol, nel 1939, nei grandi scontri di confine con l'esercito imperiale giapponese, la dottrina non venne utilizzata. Fu fino alla seconda guerra mondiale che le operazioni profonde non vennero riutilizzate.

### I conflitti sino-sovietici
L'Armata Rossa venne coinvolta in conflitti armati nella Repubblica di Cina durante la guerra sino-sovietica (1929), l'invasione sovietica dello Xinjiang (1934), quando venne assistita dalle forze russe bianche, e la ribellione dello Xinjiang (1937). L'Armata Rossa raggiunse i suoi obiettivi; mantenne il controllo effettivo sulla Ferrovia cinese orientale della Manciuria, e installò con successo un regime filo-sovietico nello Xinjiang.

### La guerra con la Finlandia

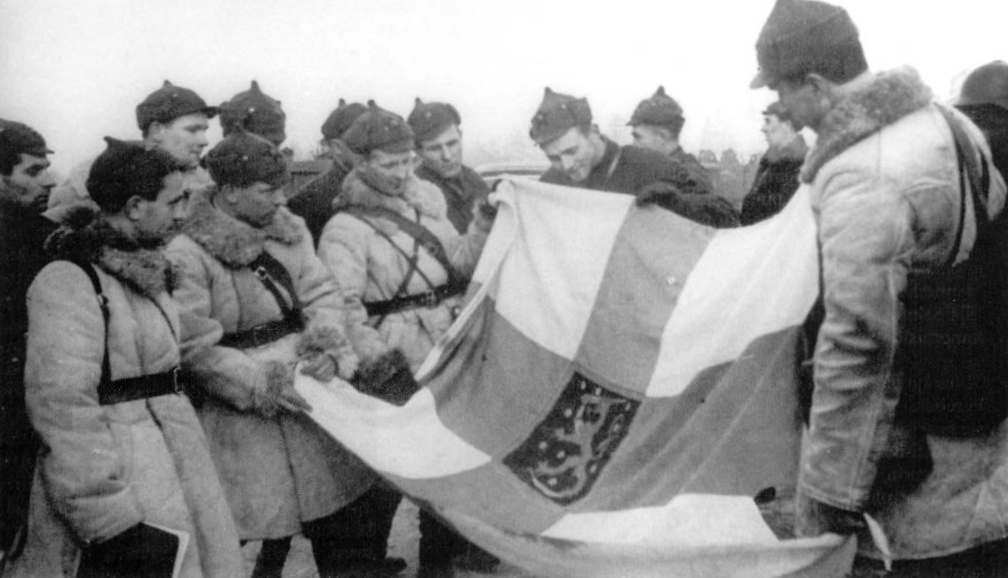
Soldati dell'Armata Rossa mostrano una bandiera finlandese catturata, marzo 1940

La Guerra d'Inverno (in finlandese talvisota, in svedese vinterkriget, in russo Зи́мняя война́?) fu una guerra tra Unione Sovietica e Finlandia. Iniziò con un'offensiva sovietica il 30 novembre 1939, tre mesi dopo l'inizio della seconda guerra mondiale e l'invasione sovietica della Polonia, e si concluse il 13 marzo 1940 con il Trattato di pace di Mosca. La Società delle Nazioni considerò l'attacco illegale ed espulse l'Unione Sovietica il 14 dicembre 1939.
Le forze sovietiche avevano tre volte più soldati dei finlandesi, trenta volte più aerei e cento volte più carri armati. L'Armata Rossa, però, era stata paralizzata dalla Grande Purga del leader sovietico Iosif Stalin del 1937, che ridusse il morale e l'efficienza dell'esercito poco prima dello scoppio dei combattimenti. Con oltre 30.000 dei suoi ufficiali dell'esercito giustiziati o imprigionati, la maggior parte dei quali erano dei gradi più alti, l'Armata Rossa nel 1939 aveva molti alti ufficiali inesperti. A causa di questi fattori, e del forte impegno e morale delle forze finlandesi, la Finlandia riuscì a resistere all'invasione sovietica per molto più tempo di quanto i sovietici avessero previsto. Le forze finlandesi inflissero perdite mozzafiato all'Armata Rossa nei primi tre mesi di guerra, soffrendo poche perdite.
Le ostilità cessarono nel marzo 1940 con la firma del Trattato di pace di Mosca. La Finlandia cedette l'11% del suo territorio prima della guerra e il 30% delle sue attività economiche in Unione Sovietica. Le perdite sovietiche sul fronte erano state pesanti e la reputazione internazionale del paese ne soffrì. Le forze sovietiche non realizzarono il loro obiettivo della conquista totale della Finlandia ma conquistarono un territorio significativo lungo il Lago Ladoga, Petsamo e Salla. I finlandesi mantennero la loro sovranità e migliorarono la loro reputazione internazionale, il che ne rafforzò il morale nella Guerra di continuazione.

### La seconda guerra mondiale (La Grande Guerra Patriottica)

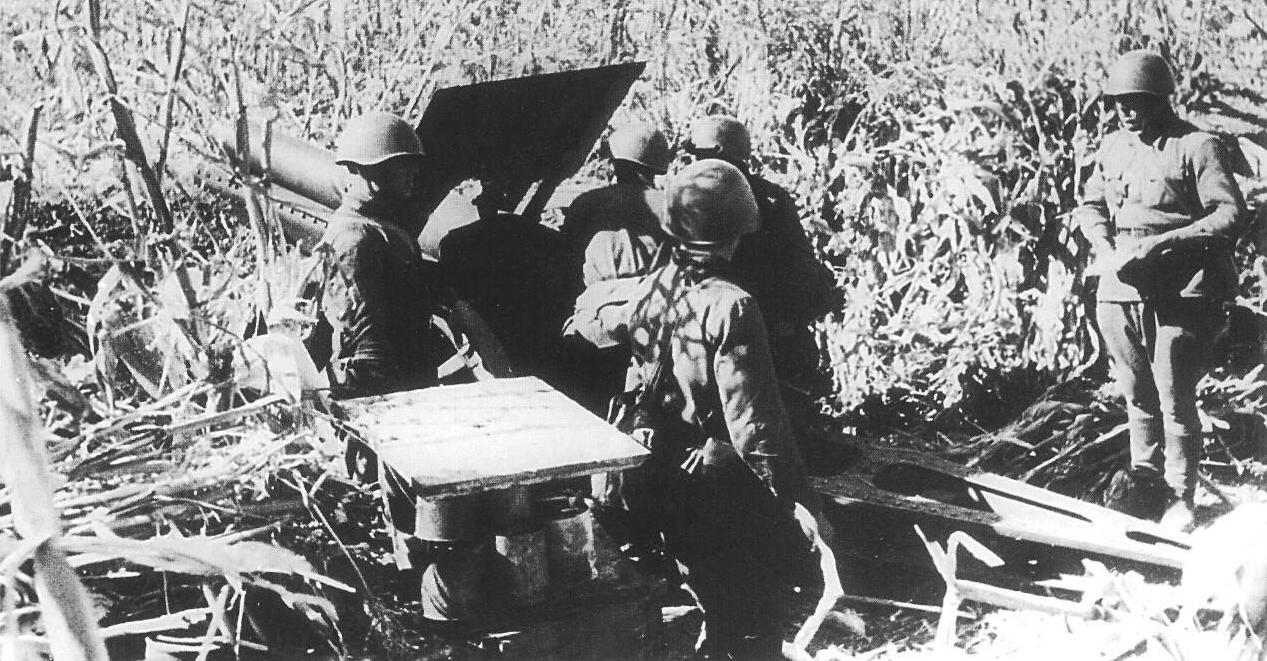
Cannone sovietico in azione durante l'assedio di Odessa, luglio 1941

In conformità con il patto Molotov-Ribbentrop del 23 agosto 1939, l'Armata Rossa invase la Polonia il 17 settembre 1939, dopo l'invasione nazista il 1º settembre 1939. il 30 novembre l'Armata Rossa attaccò anche la Finlandia, nella Guerra d'Inverno (1939-1940). Entro l'autunno 1940, dopo aver conquistato la sua parte di Polonia, il Terzo Reich condivideva un vasto confine con l'Unione Sovietica, con la quale rimase neutralmente vincolato dall'obbligo del patto di non aggressione e degli accordi commerciali. Un'altra conseguenza del patto Molotov-Ribbentrop fu l'occupazione sovietica della Bessarabia e della Bucovina settentrionale, effettuata dal Fronte meridionale nel giugno-luglio 1940. Anche questa conquista si aggiunse al confine che l'Unione Sovietica condivideva con le aree controllate dai nazisti. Per Adolf Hitler, la circostanza non era un dilemma, perché la politica segreta Drang nach Osten ("Spinta verso l'Est") rimase in vigore, concludendosi il 18 dicembre 1940 con la Direttiva n° 21, Operazione Barbarossa, approvata il 3 febbraio 1941, e in programma per la metà di maggio 1941.
Quando la Germania invase l'Unione Sovietica nel giugno 1941, nell'Operazione Barbarossa, le forze terrestri dell'Armata Rossa avevano 303 divisioni e 22 brigate separate (6.8 milioni di soldati), tra cui 166 divisioni e 9 brigate (3.2 milioni di soldati) di guarnigione nei distretti militari occidentali. Le forze dell'Asse schierate sul fronte orientale consistevano in 181 divisioni e 18 brigate (3 milioni di soldati). Tre fronti, Nordoccidentale, Occidentale, e Meridionale conducevano la difesa dei confini occidentali dell'Urss. Nelle prime settimane della Grande Guerra Patriottica, la Wehrmacht sconfisse molte unità dell'Armata Rossa. L'Armata Rossa perse milioni di uomini prigionieri e gran parte del suo materiale d'anteguerra. Stalin aumentò la mobilitazione, e il 1º agosto 1941, a dispetto di 46 divisioni perse in combattimento, la forza dell'Armata Rossa era di 401 divisioni.
Le forze sovietiche non erano apparentemente preparate, nonostante numerosi avvertimenti da varie fonti. Esse soffrirono molti danni sul campo a causa di ufficiali mediocri, una mobilitazione parziale e una riorganizzazione incompleta. La frettolosa espansione delle forze prima della guerra e l'eccessiva promozione di ufficiali inesperti (a causa delle purghe di ufficiali esperti) favorirono la Wehrmacht in combattimento. La superiorità numerica dell'Asse rese la forza divisionale dei combattenti approssimativamente uguale. Una generazione di comandanti sovietici (in particolare Georgij Žukov) apprese dalla sconfitta e le vittorie sovietiche nella Battaglia di Mosca, a Stalingrado, Kursk e più tardi nell'Operazione Bagration risultarono decisive. Nel 1941, il governo sovietico sollevò l'esprit de corps insanguinato dell'Armata Rossa con la propaganda, sottolineando la difesa della Patria e della nazione, utilizzando esempi storici del coraggio russo e del coraggio contro gli aggressori stranieri. La Grande Guerra Patriottica anti-nazista venne paragonata alla Guerra Patriottica del 1812 contro Napoleone, e apparvero eroi militari russi storici, come Aleksandr Nevskij e Michail Kutuzov. La repressione della Chiesa ortodossa russa cessò temporaneamente, e i sacerdoti rivissero la tradizione di benedire le armi prima della battaglia.
Per incoraggiare l'iniziativa dei comandanti dell'Armata Rossa, il PCUS abolì temporaneamente i commissari politici, introdusse gradi militari e decorazioni formali ed introdusse il concetto delle unità della Guardia. Le unità eccezionalmente valorose ed efficienti in combattimento ottennero il titolo di reparti "della Guardia" (ad esempio il 1º Corpo Speciale Fucilieri della Guardia, la 6ª Armata corazzata della Guardia), una designazione d'élite che indicava un addestramento, un equipaggiamento ed una retribuzione migliore. Vennero utilizzati anche metodi coercitivi: i fannulloni, i lavativi, quelli tendenti ad evitare il combattimento con ferite autoinflitte, i codardi, i ladri ed i disertori venivano disciplinati con percosse, retrocessioni, compiti indesiderabili/pericolosi e l'esecuzione sommaria dei distaccamenti punitivi del NKVD.

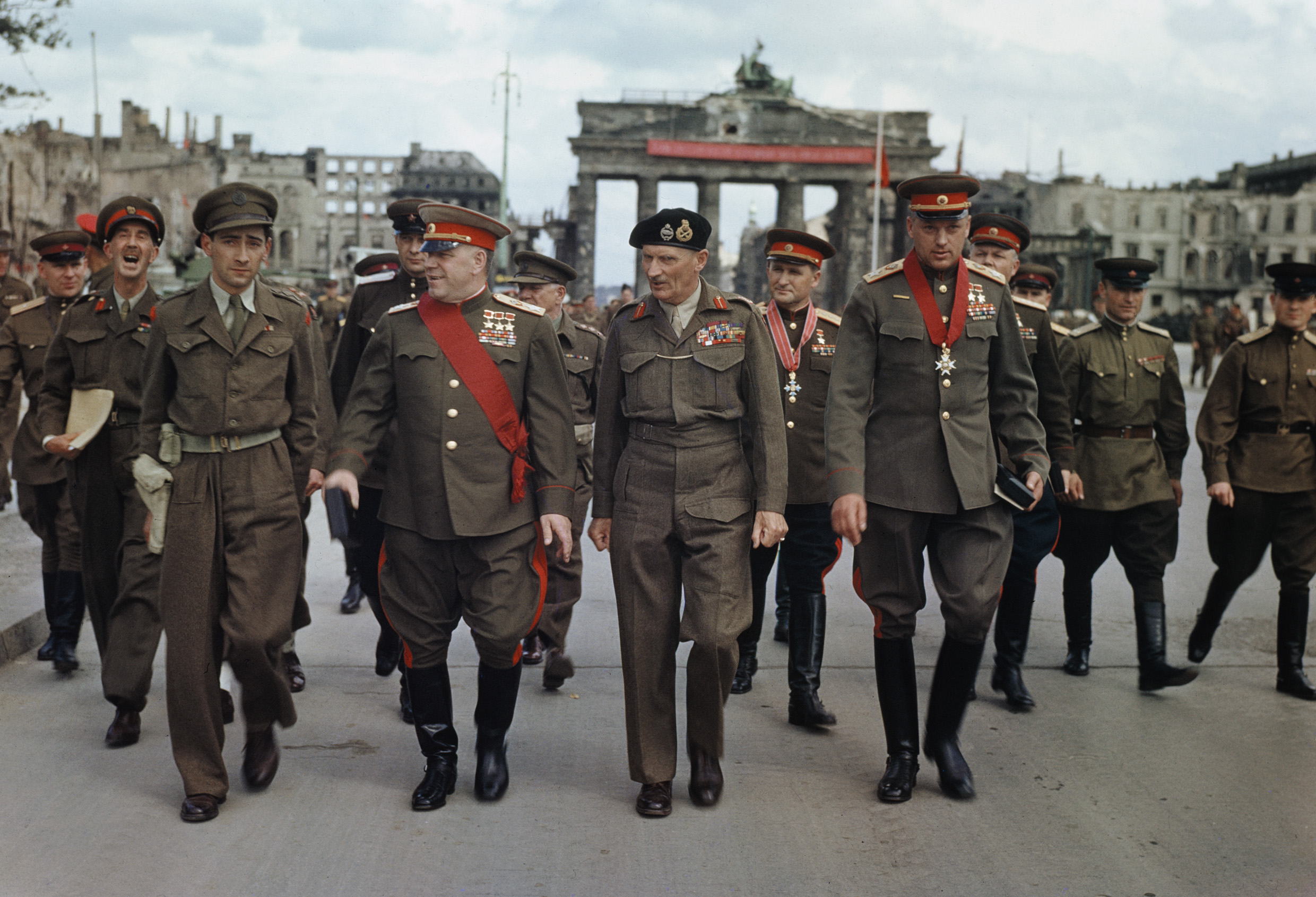
I marescialli Žukov e Rokossovskij, con il generale Sokolovskij, lasciano la Porta di Brandeburgo dopo essere stati decorati da Montgomery (al centro)

Allo stesso tempo, gli osobist (ufficiali militari del controspionaggio del NKVD) divennero una figura chiave dell'Armata Rossa, con il potere di condannare a morte e di risparmiare la vita dei soldati e di quasi tutti gli ufficiali del gruppo presso il quale venivano distaccati. Nel 1942, Stalin istituì i battaglioni penali composti da detenuti dei gulag, prigionieri di guerra sovietici, soldati caduti in disgrazia e disertori, per compiti pericolosi di prima linea come "camminare" bonificando i campi minati tedeschi. Dati i pericoli, la pena massima era di tre mesi. Allo stesso modo, il trattamento sovietico dei soldati dell'Armata Rossa catturati dalla Wehrmacht era particolarmente duro. Una direttiva di Stalin del 1941 ordinò il suicidio di ogni ufficiale e soldato dell'Armata Rossa piuttosto che la resa; la legge sovietica considerava tutti i soldati dell'Armata Rossa catturati come traditori. Durante e dopo la seconda guerra mondiale i prigionieri di guerra liberati andarono negli speciali "campi di filtrazione". Di questi, nel 1944, oltre il 90% venne sgomberato e circa l'8% venne arrestato o condannato a prestare servizio nei battaglioni penali. Nel 1944, vennero inviati direttamente in formazioni militari di riserva per essere sgombrati dal NKVD. Inoltre, nel 1945, vennero allestiti circa 100 campi di filtrazione per prigionieri di guerra rimpatriati ed altri sfollati, che trattarono più di 4.000.000 di persone. Nel 1946 l'80% dei civili e il 20% dei prigionieri di guerra venne liberato, il 5% dei civili e il 43% dei prigionieri di guerra riarruolato, il 10% dei civili e il 22% dei prigionieri di guerra inviato ai battaglioni di lavoro e il 2% dei civili e Il 15% dei prigionieri di guerra (226.127 su 1.539.475 in totale) trasferito nei Gulag.

La Bandiera della Vittoria dell'Armata Rossa, sollevata sopra il Reichstag tedesco il 1º maggio 1945

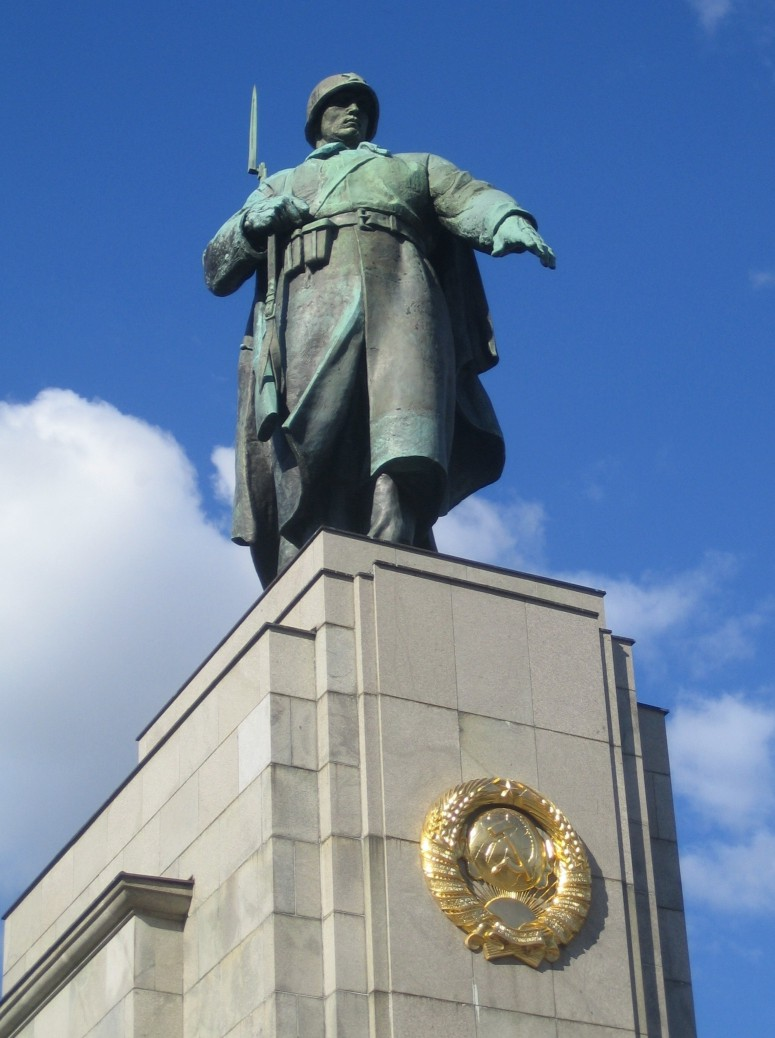
Monumento all'Armata Rossa, Berlino est

Durante la Grande Guerra Patriottica, l'Armata Rossa coscrisse 29.574.900 uomini oltre ai 4.826.907 in servizio all'inizio della guerra. Di questo totale di 34.401.807 persero 6.329.600 uccisi in azione (UIA), 555.400 morti per malattia e 4.559.000 dispersi in azione (DIA) (più i catturati). Di questi, tuttavia, 939.700 rientrarono in fila nel territorio sovietico successivamente liberato, e altri 1.836.000 tornarono dalla prigionia tedesca. Così il totale complessivo delle perdite è pari a 8.668.400 uomini Questo è il totale dei morti ufficiali, ma altre stime danno il numero del totale dei morti fino a quasi 11 milioni di uomini, tra cui 7.7 milioni di morti e dispersi in azione e 2.6 milioni di prigionieri di guerra morti (su 5.2 milioni di prigionieri di guerra totale), oltre 400.000 perdite paramilitari e partigiani sovietici. La maggior parte delle perdite, esclusi i prigionieri di guerra, erano di etnia russa (5.756.000), seguita dall'etnia ucraina (1.377.400). Tuttavia, ben 8 milioni del 34 milioni mobilitati erano soldati di minoranza non slava e circa 45 divisioni formate da minoranze nazionali servirono tra il 1941 ed il 1943.
Le perdite tedesche sul fronte orientale consistettero in una stima di 3.604.800 UIA entro i confini del 1937 ed oltre 900.000 d'etnia tedesca ed austriaca al di fuori del confine del 1937 (inclusi in questi numeri vi sono uomini indicati come dispersi in azione o dispersi dopo la guerra) e 3.576.300 uomini segnalati catturati (totale 8.081.100); le perdite dei satelliti tedeschi sul fronte orientale approssimarono a 668.163 UIA/DIA e 799.982 prigionieri (totale 1.468.145). Di questi 9.549.245, i sovietici rilasciarono 3.572.600 soldati dalla prigionia dopo la guerra, in tal modo il totale delle perdite dell'Asse è stimato a 5.976.645. Per quanto riguarda i prigionieri di guerra, entrambi i lati ne catturarono un gran numero ed ebbero molti morti in cattività - una recente stima britannica dice che 3,6 di 6 milioni di prigionieri di guerra sovietici morirono nei campi tedeschi, mentre 300.000 di 3 milioni di prigionieri di guerra tedeschi morirono in mani sovietiche. Dalla caduta della Prussia orientale, i soldati sovietici effettuarono stupri su vasta scala in Germania, particolarmente notati a Berlino fino all'inizio del maggio 1945.
Nel 1941 il rapido progresso degli attacchi iniziali aerei e terrestri tedeschi verso l'Unione Sovietica rese il supporto logistico dell'Armata Rossa difficile, perché molti depositi, e la maggior parte della base di produzione industriale dell'URSS, giacevano nelle aree occidentali invase del paese, costringendo il loro ristabilimento ad est degli Urali. Fino ad allora all'Armata Rossa fu spesso richiesto d'improvvisare o di andare senza armi, veicoli ed altre apparecchiature. La decisione del 1941 di spostare fisicamente la sua capacità di produzione ad est dei monti Urali mantenne il principale sistema di supporto sovietico fuori dalla portata tedesca. Nelle fasi successive della guerra, l'Armata Rossa schierò alcune armi eccellenti, soprattutto artiglieria e carri armati. I carri armati pesanti KV-1 e medi T-34 dell'Armata Rossa surclassarono molti corazzati della Wehrmacht, ma nel 1941 la maggior parte delle unità corazzate sovietiche usava modelli più vecchi e inferiori.

## Amministrazione
L'amministrazione militare dopo la Rivoluzione d'ottobre venne rilevata dal Commissariato del Popolo della Guerra e degli Affari Marittimi, guidato da un comitato collettivo di Vladimir Antonov-Ovseenko, Pavel Dybenko, e Nikolaj Krylenko. Allo stesso tempo, Nikolaj Duchonin venne nominato Comandante in Capo Supremo dopo la fuga di Aleksandr Kerenskij dalla Russia. Il 12 novembre 1917 il governo sovietico nominò Krylenko come Comandante in Capo Supremo, e, a causa di un "incidente" durante lo spostamento forzato del comandante in capo, Duchonin venne ucciso il 20 novembre 1917. Nikolaj Podvojskij venne nominato Narkom degli Affari della Guerra, lasciando Dybenko Narkom degli Affari Marittimi e Ovseenko responsabile delle forze di spedizione nella Russia meridionale, il 28 novembre 1917. I bolscevichi inviarono anche i propri rappresentanti a sostituire i comandanti precedenti dell'esercito imperiale russo.
Dopo la firma del Trattato di Brest-Litovsk il 3 marzo 1918, avvenne un importante rimpasto nell'amministrazione militare sovietica. Il 13 marzo 1918 il governo sovietico accettò le dimissioni ufficiali di Krylenko e il posto di comandante in capo supremo venne liquidato. Il 14 marzo, 1918 Lev Trockij sostituì Podvojskij come Narkom degli Affari di Guerra. Il 16 marzo 1918 Pavel Dybenko fu sollevato dalla carica di Narkom degli Affari Marittimi. L'8 maggio 1918 venne creato il Quartier Generale Capo di Tutte le Russie, guidato da Nikolaj Stogov e poi da Aleksandr Svečin.
Il 2 settembre 1918 il Consiglio Militare Rivoluzionario (CMR) venne stabilito come principale amministrazione militare sotto Lev Trockij, il Narkom degli Affari della Guerra. Il 6 settembre 1918, a fianco del quartier generale principale, venne creato il Quartier Generale Campale del CMR, inizialmente guidato da Nikolaj Rattel. Lo stesso giorno venne creato l'ufficio del Comandante in Capo delle Forze Armate, e inizialmente assegnato a Jukums Vācietis (e dal luglio 1919 a Sergej Kamenev). Il Comandante in Capo delle Forze Armate esistette fino all'aprile 1924, la fine della guerra civile russa.
A partire dal 1921 venne creato l'incarico di Capo di stato maggiore generale dell'Armata Rossa che da quel momento divenne il massimo responsabile tecnico dell'amministrazione, organizzazione e conduzione operativa delle forze armate dell'Unione Sovietica che sarebbe stata ufficialmente costituita l'anno seguente.
Nel novembre del 1923, dopo la creazione dell'Unione Sovietica, il Narkom russo degli Affari della Guerra venne trasformato nel Narkom sovietico della Guerra e degli Affari Marittimi.

## Organizzazione
All'inizio della sua esistenza, l'Armata Rossa funzionava come una formazione volontaria, senza gradi o insegne. Le elezioni democratiche selezionavano gli ufficiali. Tuttavia, un decreto del 29 maggio 1918 impose il servizio militare obbligatorio per gli uomini di età dai 18 ai 40 anni. Per la manutenzione dell'arruolamento di massa, i bolscevichi formarono commissariati militari regionali (voeennyj komissarjat, abbr. Voeenkomat), che a partire dal 2006 esistono ancora in Russia, in questa funzione e sotto questo nome. I commissariati militari, tuttavia, non devono essere confusi con l'istituzione dei commissari politici militari.
A metà degli anni '20 venne introdotto il principio territoriale di Composizione dell'Armata Rossa. In ogni regione vennero chiamati uomini validi per un periodo limitato di servizio attivo in unità territoriali, che costituiva la forza circa la metà dell'esercito, ogni anno, per cinque anni. Il primo periodo di convocazione era di tre mesi, con un mese all'anno successivo. Un quadro normale forniva un nucleo stabile. Nel 1925 questo sistema fornì 46 delle 77 divisioni di fanteria e una delle undici divisioni di cavalleria. Il resto era costituito da ufficiali regolari e personale arruolato servente in termini biennali. Il sistema territoriale venne finalmente abolito, con tutte le formazioni rimanenti convertite in altri quadri di divisioni, nel 1937-1938.

### Meccanizzazione
L'esercito sovietico ricevette ampi finanziamenti ed era innovativo nella sua tecnologia. Un giornalista americano scrisse nel 1941:
La maggior parte dei soldi spesi per l'Armata Rossa e l'Aeronautica vennero destinati a macchine da guerra. Ventitré anni fa, quando ebbe luogo la rivoluzione bolscevica, c'erano poche macchine in Russia. Marx disse che il comunismo deve entrare in una società altamente industrializzata. I bolscevichi identificarono i loro sogni di felicità socialista con macchine che avrebbero moltiplicato la produzione e ridotto le ore di lavoro, fino a quando tutti avrebbero avuto tutto ciò di cui avevano bisogno e avrebbero lavorato solo quanto desideravano. In qualche modo ciò non è avvenuto, ma i russi adorano ancora le macchine e ciò ha contribuito a rendere l'Armata Rossa la più altamente meccanizzata al mondo, tranne forse l'esercito tedesco attuale.
Come gli americani, i russi ammirano le dimensioni, la grandezza, i grandi numeri. Erano orgogliosi di costruire un vasto esercito di carri armati, alcuni dei quali i più grandi del mondo, autoblindo, aerei, cannoni motorizzati e ogni varietà di armi meccaniche.»
Sotto la campagna di meccanizzazione di Stalin, l'esercito formò la sua prima unità meccanizzata nel 1930. La 1ª Brigata meccanizzata consisteva in un reggimento di carri armati, un reggimento di fanteria motorizzato, nonché battaglioni di ricognizione e di artiglieria. Da questo umile inizio, i sovietici avrebbero continuato a creare le prime formazioni corazzate a livello operativo nella storia, l'11 ° e il 45 ° Corpo meccanizzato, nel 1932. Queste erano formazioni pesanti di carri armati con forze di supporto di combattimento incluse in modo da poter sopravvivere mentre operavano in aree posteriori nemiche senza supporto da parte dei genitori. Da questo umile inizio, i sovietici avrebbero continuato a creare le prime formazioni corazzate di concezione moderna (cioè non solo come appoggio alla fanteria) a livello operativo, l'11° e il 45º Corpo meccanizzato, nel 1932. Queste erano formazioni pesanti di carri armati con forze di supporto di combattimento incluse in modo da poter sopravvivere mentre operavano nelle retrovie nemiche senza supporto da un fronte principale.
Impressionato dalla campagna tedesca del 1940 contro la Francia, il Commissariato del Popolo della Difesa sovietico (Ministero della Difesa, sigla russa NKO) ordinò la creazione di nove divisioni meccanizzate, il 6 luglio 1940. Tra febbraio e marzo 1941, il NKO ne ordinò altre venti da creare. Tutte queste formazioni erano più grandi di quelle teorizzate da Tuchačevskij. Anche se 29 divisioni meccanizzate dell'Armata Rossa avevano una forza autorizzata di non meno di 29.899 carri armati nel 1941, dimostrarono di essere una tigre di carta. C'erano in realtà solo 17.000 carri armati disponibili al momento, che significava che molte delle nuove divisioni meccanizzate erano gravemente sotto forza. Anche la pressione esercitata sulle fabbriche e sui pianificatori militari per mostrare numeri di produzione portò a una situazione in cui la maggior parte dei veicoli blindati erano modelli obsoleti, in modo critico privi di parti di ricambio ed attrezzature di supporto, e quasi tre quarti erano in ritardo per le manutenzioni. Entro il 22 giugno 1941 c'erano solo 1.475 dei moderni carri armati T-34 e serie KV a disposizione dell'Armata Rossa, e questi erano troppo dispersi lungo il fronte per fornire una massa sufficiente anche per il successo locale. Per illustrare ciò, il 3º Corpo Meccanizzato in Lituania era formato da un totale di 460 carri armati; 109 di questi erano i più recenti KV-1 e T-34. Questo corpo risulterebbe essere uno dei pochi fortunati con un numero considerevole di nuovi carri armati. Tuttavia, la 4ª Armata era composta da 520 carri armati, tutti erano obsoleti T-26, in opposizione alla forza autorizzata di 1.031 recenti carri armati medi. Questo problema era universale per tutta l'Armata Rossa, e avrebbe giocato un ruolo cruciale nelle sconfitte iniziali dell'Armata Rossa nel 1941 per mano delle forze armate tedesche.

### Tempo di guerra

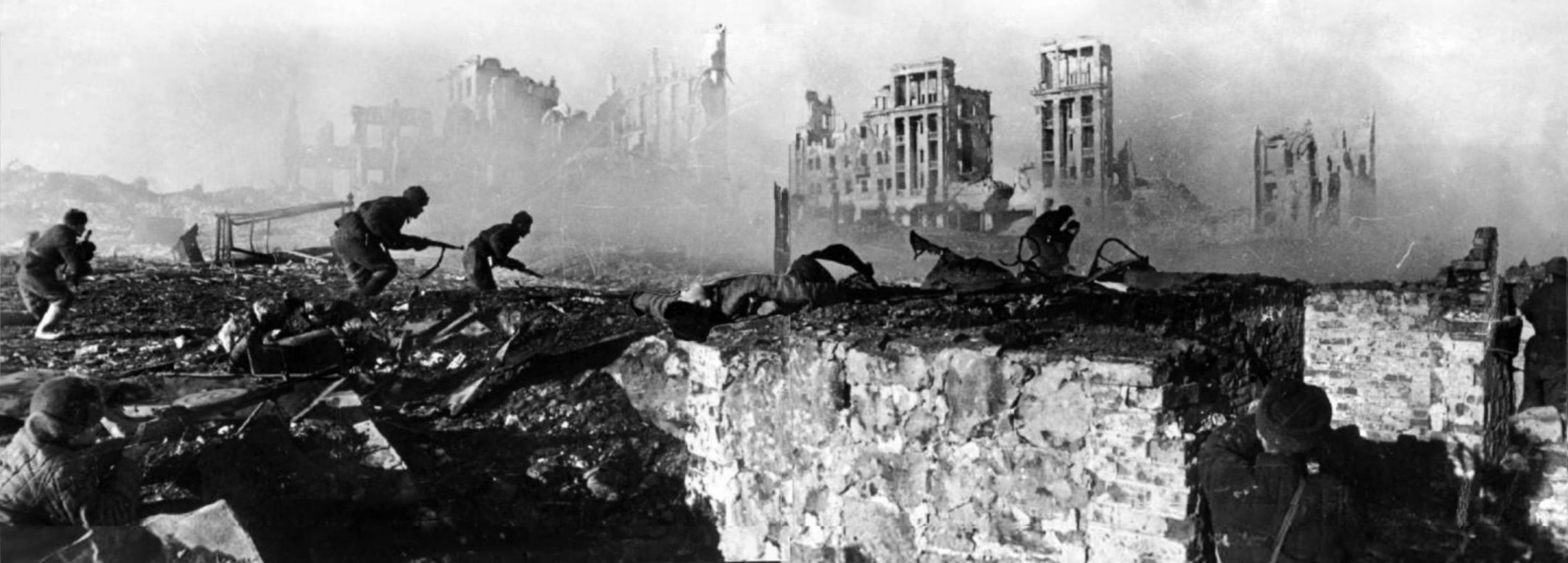
Soldati sovietici in azione durante la battaglia di Stalingrado, considerata da molti storici come una svolta decisiva della seconda guerra mondiale.

L'esperienza della guerra indusse cambiamenti al modo in cui le forze di prima linea erano organizzate. Dopo sei mesi di combattimento contro i tedeschi, la Stavka abolì temporaneamente il corpo fucilieri che era intermedio tra l'armata e la divisione perché, mentre era utile in teoria, nello stato dell'Armata Rossa nel 1941 si dimostrò inefficace nella pratica. Dopo l'importante vittoria nella battaglia di Mosca nel gennaio 1942, l'alto comando iniziò a reintrodurre i corpi fucilieri nelle sue formazioni più esperte. Il numero totale di corpi fucilieri iniziò dai 62 del 22 giugno 1941, scese a sei il 1º gennaio 1942, ma poi aumentò a 34 entro il febbraio 1943 e a 161 nel capodanno 1944. La forza reale delle divisioni di fanteria in prima linea, con un effettivo di 11.000 uomini nel luglio 1941, raggiungeva circa il 50% della consistenza organica delle vecchie divisioni del 1941, distrutte i primi giorni dell'invasione tedesca e le divisioni erano spesso logorate, a causa delle continue operazioni, per centinaia di uomini o anche meno.
Allo scoppio della guerra, l'Armata Rossa schierò corpi meccanizzati e divisioni corazzate il cui sviluppo è stato descritto in precedenza. L'attacco iniziale delle Panzer-Division tedesche distrusse molti di questi reparti e, nel corso del 1941, praticamente quasi tutti, salvo due nel Distretto Militare del Transbaikal. I resti vennero sciolti. L'alto comando sovietico decise per il momento, soprattutto per l'inesperienza degli stati maggiori e le carenze di equipaggiamento dopo le enormi perdite iniziali, di costituire solo piccole brigate carri da impiegare in supporto delle unità di fanteria. Queste formazioni combatterono bene durante la battaglia di Mosca.
Fu tra la primavera del 1942 e l'inizio del 1943, che l'Armata Rossa mise in campo di nuovo formazioni mobili più grandi paragonabili alle Panzer-Division; i "Corpi carri" (Tankovyj korpus), equipaggiati con un numero variabile di carri tra 146 e 180, e i "Corpi meccanizzati" (Mechanizirovannyj korpus), equipaggiati da 175 a 224 carri. Queste nuovi reparti motomeccanizzati, guidati da comandanti sempre più esperti e aggressivi, si dimostrarono con il tempo efficaci, mobili e in grado di affrontare con successo le famose divisioni corazzate tedesche. I corpi carri e i corpi meccanizzati nel corso della guerra elaborarono una serie di tattiche per contrastare le forze nemiche e per effettuare avanzate a grande distanza; ogni corpo generalmente impiegava una brigata di punta nel ruolo di "distaccamento avanzato" che penetrava, spesso isolato, alla massima profondità possibile aggirando eventuali punti di resistenza, per disorganizzare le retrovie nemiche e costituire un nucleo di aggregazione dietro il fronte tedesco che sarebbe stato rinforzato in un secondo momento.
Nella primavera 1943, dopo alcuni tentativi non soddisfacenti nel 1942, vennero finalmente create anche le "Armate carri" (Tankovaja armija) formate in genere da due "Corpi carri" e un "Corpo meccanizzato"; equipaggiate con un numero di carri variabile tra 500 e 1000, le armate carri erano dotate di grande potenza d'urto per sfruttare in profondità gli sfondamenti e respingere i contrattacchi nemici. Nel corso della seconda guerra mondiale il "Direttorato centrale delle forze meccanizzate" dell'Armata Rossa, guidato dal maresciallo Jakov Nikolaevič Fedorenko, costituì sei "Armate carri" (1ª, 2ª, 3ª, 4ª, 5ª e 6ª), 24 "Corpi carri", ognuno con tre brigate corazzate e una motorizzata, e 14 "Corpi meccanizzati", ognuno con tre brigate meccanizzate e una brigata corazzata. I famosi comandanti della sei "Armate carri" furono i generali Michail Efimovič Katukov, Semën Il'ič Bogdanov, Pavel Semënovič Rybalko, Dmitrij Danilovič Leljušenko, Pavel Alekseevič Rotmistrov, Andrej Grigor'evič Kravčenko.
Integrati nelle forze mobili erano anche i "corpi di cavalleria" che, nella seconda parte della guerra, vennero spesso integrati, insieme ad alcuni corpi carri, nei cosiddetti "gruppi di cavalleria meccanizzata" che venivano impiegati con buoni risultati nelle regioni più impervie o disagevoli, dove la cavalleria poteva costituire un utile complemento delle forze motorizzate.

## Personale
Le autorità bolsceviche assegnarono ad ogni unità dell'Armata Rossa un commissario politico, o politruk, che aveva l'autorità di ignorare le decisioni dei comandanti di unità se andavano contro i principi del Partito Comunista. Anche se ciò a volte portò inefficienze al comando, secondo alcuni storici americani, la direzione del partito considerava il controllo politico sulle forze armate assolutamente necessario, mentre l'esercito era basato sempre più sugli ufficiali del periodo imperiale pre-rivoluzionario e comprensibilmente temeva un colpo di stato militare. Questo sistema venne abolito nel 1925, dato che in quel momento c'erano abbastanza ufficiali comunisti addestrati che non necessitavano più la contro-firma di tutti gli ordini.

### Gradi e titoli militari

Bandiera non ufficiale dell'Armata Rossa, dal momento che le forze terrestri sovietiche non hanno mai avuto una bandiera ufficiale.

All'inizio della sua storia, l'Armata Rossa, abbandonò ogni riferimento al grado di ufficiale professionista, per marcare il distacco dal vecchio esercito zarista. In particolare, i bolscevichi condannarono l'uso della parola ufficiale e usarono invece la parola comandante. Anche le spalline vennero abbandonate e al posto dei gradi "classici" si usarono termini come "comandante di divisione", "comandante di corpo d'armata" ed altri simili. Esistevano insegne per questi titoli funzionali, composte da triangoli, quadrati e rombi (i cosiddetti "diamanti").
Nel 1924 (2 ottobre) vennero introdotte le categorie di personale, o di servizio, da K-1 (comandante di sezione, assistente comandante di squadra, fuciliere anziano, ecc.) a K-14 (comandante da campagna, comandante d'armata, comandante del distretto militare, commissario d'armata ed equivalenti). Le insegne di servizio delle categorie consistevano ancora di triangoli, quadrati e rombi, ma anche di rettangoli (1-3, per le categorie da K7 a K9).
Il 22 settembre 1935 l'Armata Rossa abbandonò il sistema delle categorie di servizio, e introdusse i gradi personali; che tuttavia consistevano in un misto di titoli funzionali e gradi tradizionali. Per esempio i gradi includevano quelli di "tenente" e di Komdiv (Комдив, comandante di divisione). Inoltre sorsero alcune complicazioni riguardo ai gradi da assegnare agli ufficiali politici ("commissario di brigata", "2º commissario d'armata"), ai corpi tecnici ("3º ingegnere", "ingegnere di divisione"), ai corpi amministrativi, medici e altri ruoli non combattenti.
Il grado di maresciallo dell'Unione Sovietica (Маршал Советского Союза) venne introdotto il 22 settembre 1935. Il 7 maggio 1940 vennero apportate altre modifiche per razionalizzare il sistema dei gradi militari sulla proposta del maresciallo Vorošilov: i gradi di "generale" e di "ammiraglio" sostituirono i ranghi funzionali di Kombrig, Komdiv, Komkor, Komandarm nell'Armata Rossa e di 1° Alfiere, ecc., nella Marina rossa; gli altri alti gradi funzionali ("commissario di divisione", "ingegnere di divisione", ecc.) rimasero inalterati. Le distinzioni d'arma o di servizio rimasero (ad esempio generale di cavalleria, maresciallo delle truppe corazzate) Per la maggior parte il nuovo sistema ripristinava quello utilizzato dall'esercito imperiale russo a conclusione della sua partecipazione nella prima guerra mondiale.
Nel 1943 una riunificazione del sistema segnò l'abolizione di tutti i ranghi funzionali rimanenti. Venne introdotta ufficialmente la parola "ufficiale", insieme alle spalline che sostituirono le precedenti insegne sulle divise militari. I gradi e le insegne del 1943 non cambiarono molto fino agli ultimi giorni dell'URSS; l'esercito russo contemporaneo utilizza in gran parte lo stesso sistema.

### Educazione militare
Durante la guerra civile i quadri comandanti vennero addestrati presso l'Accademia di stato maggiore Nicola dell'Impero russo, che divenne l'Accademia militare Frunze negli anni '20. Gli alti comandanti e i comandanti supremi vennero addestrati nei corsi accademici militari superiori, ribattezzati corsi avanzati per il comando supremo nel 1925. L'istituzione nel 1931 di una facoltà operativa presso l'Accademia militare Frunze completò questi corsi. L'Accademia di stato maggiore venne ripristinata il 2 aprile 1936 e divenne la principale scuola militare per i comandanti supremi e supremi dell'Armata Rossa.

### Purghe

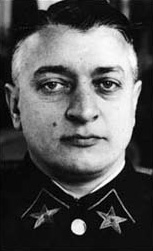
Il maresciallo dell'Armata Rossa Mikhail Tuchačevskij, che venne giustiziato durante la Grande Purga del 1937

La fine degli anni '30 vide le epurazioni della leadership dell'Armata Rossa avvenute contemporaneamente alla Grande Purga della società sovietica di Stalin. Nel 1936 e nel 1937, per ordine di Stalin, migliaia di alti ufficiali dell'Armata Rossa vennero dimessi dai loro comandi. Le purghe avevano l'obiettivo di ripulire l'Armata Rossa dagli "elementi politicamente inaffidabili", principalmente tra gli ufficiali di grado superiore. Ciò fornì inevitabilmente un comodo pretesto per l'insediamento di vendette personali o per eliminare la concorrenza da parte di ufficiali che cercavano lo stesso comando. Molti comandanti d'armata, di corpo d'armata e di divisione vennero dimessi: la maggior parte vennero imprigionati o inviati nei campi di lavoro; altri vennero giustiziati. Tra le vittime c'era il principale teorico militare dell'Armata Rossa, il maresciallo Mikhail Tuchačevskij, che venne percepito da Stalin come un potenziale rivale politico. Gli ufficiali che rimasero scoprirono presto che tutte le loro decisioni venivano attentamente esaminate dagli ufficiali politici, anche in questioni banali come la tenuta dei registri e le esercitazioni di addestramento sul campo. Un'atmosfera di paura e riluttanza a prendere l'iniziativa presto pervase l'Armata Rossa; i tassi di suicidio tra gli ufficiali più giovani salirono a livelli record. Le epurazioni compromisero notevolmente le capacità di combattimento dell'Armata Rossa. Hoyt conclude che "il sistema di difesa sovietico è stato danneggiato fino all'incompetenza" e sottolinea "la paura in cui vivevano gli alti ufficiali". Clark dice che "Stalin non ha solo asportato il cuore dall'esercito, ma gli ha anche commesso un danno cerebrale". Lewin identifica tre seri effetti: la perdita di alti ufficiali esperti e ben addestrati; la sfiducia che causò nei potenziali alleati, in particolare nella Francia; e l'incoraggiamento che diede alla Germania.
Dati recentemente declassificati indicano che nel 1937, al culmine delle Purghe, l'Armata Rossa contava 114.300 ufficiali, di cui 11.034 vennero dimessi. Nel 1938, l'Armata Rossa contava 179.000 ufficiali, il 56% in più rispetto al 1937, di cui altri 6.742 vennero dimessi. Nei gradi più alti dell'Armata Rossa le Purghe rimossero 3 marescialli su 5, 13 generali d'armata su 15, 8 ammiragli su 8, 50 generali di corpo d'armata su 57, 154 generali di divisione su 186, tutti i 16 commissari d'armata e 25 commissari di corpo d'armata su 28.
Il risultato fu che il corpo degli ufficiali dell'Armata Rossa, nel 1941, aveva molti alti ufficiali inesperti. Mentre, nel giugno 1941, il 60% dei comandanti di reggimento e quasi l'80% dei comandanti di divisione fucilieri aveva due o più anni di esperienza di comando, solo il 20% dei comandanti di corpo d'armata e il 5% o meno dei comandanti d'armata e di distretto militare avevano lo stesso livello di esperienza.
La crescita significativa dell'Armata Rossa durante il culmine delle epurazioni potrebbe aver peggiorato le cose. Nel 1937, l'Armata Rossa contava circa 1,3 milioni di uomini, aumentando quasi tre volte quel numero entro giugno 1941. La rapida crescita dell'esercito rese necessaria a sua volta la rapida promozione degli ufficiali, indipendentemente dall'esperienza o dall'addestramento. Vennero nominati allievi ufficiali per ricoprire i gradi della leadership superiore, molti dei quali non avevano esperienza. Questa azione a sua volta portò a molti posti disponibili al livello inferiore del corpo degli ufficiali, che vennero riempiti da neodiplomati delle accademie di servizio. Nel 1937, l'intera classe allievi di un'accademia si era diplomata un anno prima per occupare i posti vacanti nell'Armata Rossa. Colpiti dall'inesperienza e dalla paura delle rappresaglie, molti di questi nuovi ufficiali non riuscirono a impressionare il gran numero di arruolati in arrivo tra i ranghi; le denunce d'insubordinazione salirono in cima alle offese punite nel 1941 e potrebbero aver esacerbato i casi di soldati dell'Armata Rossa che disertarono le loro unità durante le fasi iniziali dell'offensiva tedesca di quell'anno.
Nel 1940, Stalin iniziò a cedere, ripristinando il servizio di circa un terzo degli ufficiali precedentemente dimessi. Tuttavia, l'effetto delle purghe si sarebbe presto manifestato nella Guerra d'Inverno del 1940, dove le forze dell'Armata Rossa in genere si comportarono male contro l'esercito finlandese molto più piccolo, e successivamente durante l'invasione tedesca del 1941, in cui i tedeschi furono in grado di sconfiggere i difensori sovietici in parte a causa dell'inesperienza tra gli ufficiali sovietici.

### Crimini di guerra
In seguito alla caduta della Prussia orientale, i soldati sovietici compirono stupri su larga scala in Germania, particolarmente noti a Berlino fino all'inizio di maggio 1945. Erano spesso commessi da unità di retroguardia.

## Equipaggiamento
L'Unione Sovietica ampliò la propria industria bellica indigena come parte del programma d'industrializzazione di Stalin negli anni '20 e '30. All'inizio l'Armata Rossa era equipaggiata con i fucili Mosin-Nagant e le pistole Tokarev TT-33. Le armi pesanti erano la mitragliatrice PM M1910 "Maxim" e vari mortai. Durante l'inizio della seconda guerra mondiale si era tentato di produrre un fucile semiautomatico che sostituisse i Mosin-Nagant a otturatore girevole-scorrevole, l'SVT-38 e il suo successore, l'SVT-40; ma l'inizio dell'Operazione Barbarossa fece interrompere la produzione per tornare al Mosin-Nagant. Vennero prodotti vari mitra lungo il conflitto; il più diffuso era il PPŠ-41, che sostituiva il PPD-40. Le mitragliatrici più usate furono la DP-28, seguita dalla SG-43 Goryunov, la DŠK e l'RPD. Vi era bisogno di armi anticarro, quindi vennero costruiti i fucili anticarro PTRD-41 e PTRS-41. Finito il conflitto, l'equipaggiamento standard divenne l'AK-47, usato nelle sue infinite varianti, come il fucile da tiratore scelto: l'SVD Dragunov e la mitragliatrice RPK. In seguito vennero tutte le loro derivazioni.

### Carri armati e mezzi corazzati
All'inizio della guerra civile l'Armata Rossa aveva in dotazione alcuni carri ippotrainati, ma subito si tentò di produrne di moderni, basandosi principalmente sui modelli francesi. Nacque così il T-18. Ad esso seguirono il carro leggero T-26, impiegato nella guerra civile spagnola, dove sortiva lo stesso effetto che avrebbe fatto il Tiger nella guerra successiva. Vi erano il tankette T-27 e il carro armato medio T-28. C'erano poi i carri leggeri BT, le autoblindo BA-10 e BA-20 e insieme a loro il colosso multitorretta T-35. Fu durante il secondo conflitto mondiale che l'Unione Sovietica divenne leader mondiale dei carri armati, grazie al carro medio T-34, il carro pesante KV e i carri leggeri T-60 e T-70. I cacciacarri erano i SU-85 e il SU-100. Insieme a loro vi erano i semoventi SU-76, SU-122 e SU-152. Fu verso la fine della guerra che vennero sviluppati il carro medio T-34/85 e il carro pesante IS-2, ideati per combattere i Panzer e Tiger tedeschi.

### Armamento dopo la seconda guerra mondiale
Alla fine della seconda guerra mondiale, nel febbraio 1946 la denominazione venne cambiata in Sovetskaja Armija. L'esperienza maturata nella guerra patriottica aveva dato ai sovietici grande fiducia nelle forze corazzate e nell'immediato dopoguerra vennero messi in produzione gli ottimi carri T-54/55, che durarono per tutta la metà finale degli anni quaranta e gli anni cinquanta. Fu sostituito dal T-62, a sua volta rimpiazzato dal T-64, dal T-72 e dal T-80.
Nel 1957 l'Arma della fanteria venne sciolta e trasformata in fanteria motorizzata e le forze corazzate costituita da truppe meccanizzate e corazzate, con il corpo della fanteria meccanizzata che divenne il fulcro dell'Armata Sovietica. Per quanto riguarda i mezzi da trasporto truppe e i veicoli da combattimento della fanteria, durante la seconda guerra l'Unione Sovietica non aveva gli autocarri sufficienti per spostare le sue enormi truppe. Le vennero quindi forniti dagli Stati Uniti. Nel dopoguerra si cercò già dall'inizio di produrre mezzi da trasporto dal quale si potesse anche combattere senza scendere a terra. Vennero allora create le serie BRMD, BTR e BMP, tutte famiglie di mezzi da trasporto truppe, anche se potevano essere impiegati in molti altri ruoli. Dopo il 1956, il premier Nikita Chruščёv ha ridotto le forze di terra per costruire le forze missilistiche strategiche, enfatizzando le capacità nucleari delle forze armate e nel 1957, il maresciallo Žukov perse il suo posto al Politburo, per essersi opposto a queste riduzioni nelle forze terrestri.

## Cultura
Tra i canti popolari dedicati ai soldati sovietici c'è la Marcia dei carristi sovietici (in russo: Марш советских танкистов), canto popolare.
Oppure "Katjuša" un canto popolare sulla guerra dalla quale il lancia-missili Katjuša prese il nome.

## Altre "Armate Rosse"
Erano comunemente chiamati "Armata Rossa" anche gli eserciti, derivati dalla presa del potere politico da parte di forze rivoluzionarie guerrigliere e partigiane, della Baviera sovietica, della Cina maoista, della Jugoslavia titina e altre.
Nella resistenza rumena, prese il nome di "Armata Rossa" un gruppo di partigiani, che poco prima della fine della guerra confluì nell'altra formazione chiamata Bandiera Rossa, di assai più rilevante consistenza numerica.